# Disco di Nipkow

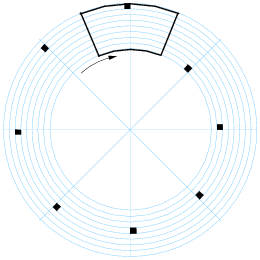
Schema di un disco di Nipkov

Il disco di Nipkow è un dispositivo meccanico a disco che analizza e riproduce le immagini.
Fu inventato il 24 dicembre 1883 da Paul Gottlieb Nipkow. Brevettato nel gennaio seguente, si tratta di un disco analizzatore metallico sul quale sono praticati dei fori disposti a spirale in posizioni progressivamente più esterne. Facendolo girare, si analizzano le immagini riga dopo riga (praticamente la scansione di linee che ancora esiste sui televisori). Un dispositivo elettrico posto dall'altra parte trasforma le variazioni di luminosità dei fori in impulsi elettrici.
Allo stesso tempo della ruota con specchi di Lazare Weiller, il disco di Nipkow era uno dei principali sistemi di analisi dell'immagine durante l'era della televisione meccanica.
A causa delle enormi difficoltà pratiche, e soprattutto a causa della mancanza di un adeguato metodo di amplificazione dei segnali elettrici deboli, Nipkow non tenterà mai di realizzare praticamente la sua idea. Il sistema di Nipkow fu poi messo in pratica da John Logie Baird nel 1925.